# Старий Двор (Радече)
Старий Двор (словен. Stari Dvor) — поселення в общині Радече, Савинський регіон, Словенія. Висота над рівнем моря: 374 м.